# インフィールドフライ
インフィールドフライ（英: Infield fly rule）は、野球・ソフトボールの試合で、特定の条件下において打者が打ち上げたフェアの飛球のうち、内野にいる野手（内野手以外でも可）が普通の守備行為を行えば容易に捕球できると判断されるもの、またその際に適用される規則である。攻撃側の不当な不利を解消するために定められた。

## 概要
インフィールドフライは、公認野球規則「本規則における用語の定義」40において規定されている。
「無死または一死」で「走者一・二塁または満塁」の場面において打者が打ち上げた飛球のうち、「内野手が普通の守備行為を行えば、捕球できる」と審判員が判断したものを、インフィールドフライという。判断した審判員は、直ちに上空を指差し「インフィールドフライ」とのコールを行い、続いてアウトのジェスチャーとともに「バッターアウト」をコールする。また、いずれか1人の審判員が当該コールを行った場合は、他の審判員も同様のジェスチャーとコールを行い（コールを省略しているリーグもある）、フィールド内の全選手に対してこのプレイがインフィールドフライであることを知らせる。規則上、宣告時点で打者はアウトと見なされるが、実際に打者のアウトが確定するのは打球が捕球されるかフェアボールと確定した時点である（後述）。インフィールドフライが宣告されてもその時点ではボールデッドにならないため、宣告後もプレイは続行される。
「インフィールド（内野）」という名称だが、宣告基準は「内野手が普通の守備行為をすれば、捕球できる」飛球であるかどうかである。そのため、守備側のシフトやその動きによって適用される地域の判断は流動的となり、最終的に投手、捕手、外野手によって捕球されたとしても一度なされたインフィールドフライの宣告が取り消されることはない。ベースラインや芝生の境界線（グラスライン）などを宣告の基準に設定することは不適切であるとされる。
打球がインフィールドフライかどうかは、審判員の判断によってのみ決定される。審判員がインフィールドフライと判断しなかった打球は選手からのアピールプレイによってくつがえることはない。宣告の権限は全ての審判員に同等に与えられており、1人でもインフィールドフライを宣告すればこのルールが適用される。インフィールドフライの適用条件が揃っているとき、審判員は投手の投球前（ボールデッド時ならプレイ再開前）にインフィールドフライ適用条件が揃っていることの相互確認を行う。審判員全員が胸に手を当てることで確認する。
なお、故意落球とは次の点で異なる。
- 走者が一塁や一・三塁のときには適用されない（故意落球は、走者が一塁にいれば適用される）
- ライナーの打球やバントによる飛球には適用されない（故意落球は、ライナーやバントでも適用される）
- 野手が打球に触れる前に宣告されるものであり、実際に触れたかどうかは関係しない（故意落球は、インフライトで触れて初めて適用される）
- ボールデッドにならない（故意落球は、ボールデッドになる）

## 規則の意義・背景
「フェアの飛球を打ち上げた時点でその打者はアウトになる」という特性から、攻撃側に対して不利に働くようにも見えるが、実際は攻撃側が受ける不当な不利益を除外するために定められた規則である。
例えば、一死一・二塁で内野に飛球が飛んだとき、2人の走者は飛球が捕らえられた際の帰塁（リタッチ）に備え安易に離塁することができない。その一方で、この飛球が捕球されなかった場合はフォースの状態にある2人の走者には進塁の義務が生じてしまう。2つのルール間で板挟みとなった走者に対し、野手はあえて打球を直接捕球せずにすばやくボールを拾って三塁へ送球、続けて二塁へと送球することでこれを併殺とすることが可能となる。すなわち、フォースの状態にある走者が2人以上いる場合、野手は意図的に捕球しないことで正規に捕球するより多くのアウトを取れることとなり、攻撃側に一方的な不利益が生じてしまう。
これを受け、打球が上がった時点で打者をアウトと見なすことで「飛球が捕球されなかった場合でも走者に対して進塁の義務を発生させない」ことを趣旨とする規則としてインフィールドフライの制定に至った。このように、「リタッチの義務」と「フォースの状態による進塁の義務」という相反する2つのルールを悪用した守備側が、飛球の滞空中に元の塁から動けずにいる走者をまとめて併殺にとるという企てを防止できる。
したがって、以下の場合は、インフィールドフライのルールが適用されない。
- 二死

守備側が飛球を捕球すれば三死で攻守交代であり、意図的に捕球しないことによる守備側の利益も攻撃側の不利益もない。
- 無死または一死で、走者二塁、走者三塁または走者二・三塁

フォースの状態の走者がいないので、たとえ野手が落球しても、フォースプレイを悪用した併殺は起こらない。
- 無死または一死で、走者一塁または一・三塁

野手が落球しても、フォースの状態にある走者は一塁走者のみであり、打者走者が一塁への全力の走塁を怠らない限りはフォースの状態を悪用した併殺は起こりえない（一塁走者が二塁フォースアウトになっても、アウトカウントが1つ増えて打者走者が一塁走者と入れ替わるのみ）。
- ライナーの打球、またはバントによる飛球

インフィールドフライの規則本文において、適用からの除外が明記されている。

## 規則の歴史
アメリカにおける本規則の歴史は次のとおり。
- 1895年 本規則が制定され、当初は一死の場合のみ適用された。それ以前はグラブを使っている野手がほとんどおらず、意図的に落球しても簡単に併殺を取れるとは限らなかった。
- 1901年 一死に加えて、無死でも適用対象となった。
- 1904年 ライナーが適用除外となった。
- 1920年 バント飛球が適用除外となった。
- 1940年 塁に触れている走者に飛球が当たっても、走者を守備妨害（アウト）にしないこととなった。
- 1950年 最終的に投手、捕手、外野手によって捕球されたときも、適用対象となった。

## インフィールドフライ宣告後の試合進行

### 打球が捕球された場合
フェアフライ、ファウルフライにかかわらず、ルール上は通常の飛球を捕らえたときと同様となる。すなわち、走者にリタッチの義務が生じるため、走者が離塁していた場合、その帰塁前に野手が走者またはその占有塁に触球すれば走者はアウト（打者のアウトと合わせて併殺）になる。走者は捕球後にリタッチを果たしていればタッグアップによる進塁を試みることも可能（もっとも、基本的に内野でのプレイなため、ボールインプレイであることを失念するなどといった相当の油断が守備側にない限り成功は見込めない）。

### 打球が捕球されなかった場合
打球がフェアボールになったとき
野手が意図的に捕球しなかった、あるいは捕球を試みたが落球した打球がフェアボールと確定した場合、前述のとおり打者は飛球を打ち上げ宣告を受けた時点でアウトになっているため、全ての走者はフォースの状態を解かれ、進塁義務を有さない（元の塁に留まったままでもアウトにならない）。また、飛球の捕球による打者アウトが成立していないためリタッチの義務は発生せず、仮に離塁していたとしてもそのまま次の塁への進塁を狙うことが可能である。
もちろん、進塁または帰塁の途中で塁間にいる走者に対して野手が直接触球すればその走者はアウト（打者のアウトと合わせて併殺）となる。ただし、上記のとおりこの際の走者のプレイはフォースプレイによる進塁でも、飛球が捕球されたことによるリタッチでもないため、野手は塁に触球しても走者をアウトにすることはできない。
落球を利して走者が進塁すれば落球した野手に失策が記録されるが、落球しても走者が進塁しなかったときは失策は記録されない。
打者のアウトに対しては、記録員の判断で、通常の守備で捕球できたと考えられる野手に刺殺を記録する。したがって、落球して走者が進塁したときは、落球した野手に刺殺と失策が記録されることがある。
打球がファウルボールになったとき
「ファウル地域内で野手が触れたうえで落球した」「ファウル地域内に直接落下しそのまま静止した」「内野フェア地域に直接落下したあと、野手に触れられないまま内野のファウル地域に転がった」など、打球がファウルボールになった場合はインフィールドフライの宣告が取り消され、通常のファウルボールとして試合を継続する。すなわち、走者は投球前に占有していた塁に戻され、当該打者の打席が続行される。ただし、普通の守備行為で捕球できる飛球であったと記録員が判断すれば、打者の打撃の時間を延ばす行為であったとして野手に失策を記録する。
ファウルライン付近に上がりフェアかファウルかの判定が困難な飛球に対しては、審判員が「インフィールドフライ・イフ・フェア（もしもフェアならインフィールドフライの意）」と宣告する場合がある。なお、宣告が「インフィールドフライ」（「 - イフ・フェア」の宣告でない場合）であっても適用規則は同じであり、ファウルボールになればインフィールドフライは取り消しとなる。

### 同時に他のプレイが発生した場合
守備妨害
インフィールドフライの宣告と同時に走者による守備妨害が発生した場合、打球がフェアかファウルか確定するまでボールインプレイの状態が継続され、確定後ボールデッドとなる。そのうえで、打球がフェアとなった場合は走者・打者ともにアウト、ファウルの場合は走者のみがアウトになりその打球が捕球されたとしても打者は打ち直しとなる。
また、インフィールドフライと宣告された打球が走者に触れた場合は、いかなる場合でもボールデッドとなる。そのうえで、打球に触れたとき走者が塁を離れていた場合は走者・打者ともにアウト、走者が塁についていた場合は打者のみがアウトになる。
故意落球
インフィールドフライと宣告された打球を野手が故意に落球した場合は、インフィールドフライの規則が優先される。故意落球の規則は適用されず、ボールインプレイとして試合が進行される。

## インフィールドフライとサヨナラゲーム
規則の複雑さゆえに選手や審判員を混乱させることも少なくなく、なかにはインフィールドフライの発生によってサヨナラゲームに繋がるケースも存在する。

### 1991年6月5日、大洋対広島
1991年6月5日の横浜大洋ホエールズ対広島東洋カープ戦（横浜スタジアム）、2-2の同点で迎えた9回裏、大洋の攻撃で一死満塁。
1. 大洋の打者・清水義之は本塁付近の三塁線上に飛球を打ち上げた。打ち上げた瞬間はファウルグラウンドへの飛球であったため、清水は本塁付近でバットを叩きつけたまま一塁へ走る仕草は見せていなかった。球審の谷博は「インフィールドフライ・イフ・フェア」を宣告した（この時点で清水は一塁に走る意味がなくなった）。
2. 飛球がフェアグラウンドに戻ってきたため、清水が一塁に走っていないことに着目した広島の捕手・達川光男は、飛球の落下点に入ったものの直接捕球せず、フェア地域内でバウンドした打球をフェア地域内で捕球し、本塁を踏んで一塁に送球した。
3. 大洋の三塁走者・山崎賢一は、飛球が落ちるのを見るなり本塁に向かって走り出していたが、達川が本塁を踏んだのを確認した後、本塁手前で走るのを止め惰性で歩いて本塁を踏んだ。
4. これに対して谷が得点を宣告、大洋のサヨナラ勝ちとなった（なお、その直後、山崎は即座に振り向いて再度改めて本塁を踏み直した）。

- 達川のみならず、三塁走者の山崎、打者の清水[注 2]、広島の一塁手・長内孝[注 3]、試合終了後も激しく抗議を続けた広島・山本浩二監督など、インフィールドフライのルールを熟知していなかった当事者が多かったために起こったプレイであると言える。
  - 達川は故意に直接捕球しないことで打者走者と三塁走者を併殺したつもりだったが、打球がフェアと確定した時点で打者の清水はアウトになっており、三塁走者の山崎を含む塁上の全走者はフォースの状態を解かれ進塁義務がなくなっていた。そのため、達川が本塁に触球したとしても山崎はフォースアウトにはなりえず、アウトになったのは清水のみであった。この場合、達川は打球を捕球した後、本塁を踏んで一塁に送球せず、三塁から走ってきた山崎に触球すれば、打者走者及び三塁走者に対する併殺プレイが完了しイニング終了となっていた。
  - 上記のとおりこの時の山崎にはフォースの状態による進塁義務はないため、達川のプレイによって慌てて本塁を目指す必要はなく、それどころか塁を離れて触球されれば併殺となるボーンヘッドであった。山崎は試合後、「ワンバウンドだから走らなければと思った。これ以上話すとボロが出ちゃう」とコメントした[7]。また、本塁通過後の山崎が即座に本塁を踏み直したことに対して、同試合に大洋の選手として出場していた高木豊によると、本塁生還を諦めていた山崎へ大洋ベンチから「本塁を踏め」との指示が出ていたという[8]。
  - 大洋の一塁走者・宮里太はルールを把握しており一塁から離塁しなかった[9]。
- この一連のプレイでは達川に失策が記録されたほか、球審の谷は判定が評価され1991年度ファインジャッジ賞を受けた。
- この件はインフィールドフライルール説明の教材として頻繁に用いられた。2015年5月4日の後述の試合に際して、達川は報道陣の取材に対し「あの時の失敗は私自身にとっても勉強になったし、後に『インフィールドフライの処置の仕方』として、アマチュアの教材にもなったんよ」とコメントしている。

### 2015年5月4日、広島対巨人
2015年5月4日の広島対読売ジャイアンツ（巨人）戦（MAZDA Zoom-Zoom スタジアム広島）、2-2の同点で迎えた9回裏、広島の攻撃で一死満塁。
1. 広島の打者・小窪哲也は本塁周辺のフェア地域上に飛球を打ち上げた。この飛球に対して二塁塁審・嶋田哲也、三塁塁審・丹波幸一がインフィールドフライを宣告した。
2. 捕球を試みた巨人の三塁手・村田修一と一塁手・フアン・フランシスコであったが、連携ミスのため双方とも捕球できず打球はフェア地域内に落ちた。この時点で球審・福家英登はフェア宣告を行った。
3. フランシスコは打球をフェア地域内で拾って本塁を踏み、一塁への送球を試みた。その直後、広島の三塁走者・野間峻祥が本塁を駆け抜け、福家はアウトを宣告した。
4. 直後、広島の石井琢朗三塁ベースコーチが福家のもとに駆け寄り、「塁審がインフィールドフライの宣告をしていた」ことを指摘、緒方孝市監督も抗議すべく駆け寄った。当該試合の責任審判であった丹波も遅れて福家のもとに駆け寄り、緒方らとの間に割って入りこのプレイで打球がインフィールドフライと判定したことを福家と確認した。福家は野間の得点を認め本塁に向かってセーフを宣告し、広島のサヨナラ勝ちとなった。

- 嶋田・丹波のインフィールドフライ宣告に対して、打球がフェアかファウルかを判定する必要もあった福家は、本来行うべき追従宣告を即座に行うことができなかった。

この場合、三塁走者の野間をアウトにするためには野間への直接の触球が必要であり、フランシスコが本塁に触球しても野間はアウトにならない。しかし、フランシスコが本塁に触球した直後に福家が単にアウトのみを宣告したために、インフィールドフライの追従宣告がなかったことと重なり本塁付近にいた守備側に混乱が生じたと考えられる。
また、宣告によりフォースの状態から解除されているにもかかわらず落球を見るなり本塁へ突入した野間の走塁については、石井コーチが自身のブログにおいて「球審がインフィールドフライを宣告していなかった」ことが要因であると述べている。
- 試合後の報道陣の取材に対し、インフィールドフライを宣告した丹波は「明らかなインフィールドフライ。落ちてフェアゾーンで捕ったのでフェア。落ちてフランシスコが確捕した時点で打者はアウト。あとはタッグプレイ。（球審に）混乱もあったと思う」「選手にうまく伝わっていなかったが、あれは誰が見ても明らかなインフィールドフライ」と話した。また、福家は「僕がもっとうまく選手に伝えていたらスムーズにいけた。もっと分かりやすくやっていれば」と話した[11][12][13]。

なお、丹波は「フェアゾーンで捕ったのでフェア」としているが、福家はフランシスコが打球を拾う直前にフェアの宣告を行っている。すなわち「野手（公式記録によれば村田）が触れて落球した」とジャッジしている（触れていなければ打球がファウルになる可能性もあるため、この段階ではジャッジを見送る必要がある）。公式には、小窪の三塁フライ・村田の失策・それによる野間の進塁が記録された。
- 緒方監督は広島の、石井コーチは大洋の選手として、前述の1991年6月5日の試合にいずれもベンチ入り[注 4]していたため、当時の試合をほとんど再現する形となった今回のプレイに対して、直ちに球審のもとに駆け寄り確認を行うことができた[注 5]。